# Adil Osmanov
Adil Osmanov est un judoka moldave, né le 2 juillet 2000 à Moscou en Russie.

## Palmarès
| Année | Compétition                  | Lieu     | Résultat | Catégorie      |
| ----- | ---------------------------- | -------- | -------- | -------------- |
| 2019  | Championnats d'Europe junior | Vantaa   | 2e       | Moins de 66 kg |
| 2021  | Championnats d'Europe U23    | Budapest | 3e       | Moins de 73 kg |
| 2022  | Championnats d'Europe U23    | Sarajevo | 3e       | Moins de 73 kg |
| 2024  | Jeux olympiques              | Paris    | 3e       | Moins de 73 kg |